# Grimstjärnen, Härjedalen
Grimstjärnen är en sjö i Härjedalens kommun i Härjedalen och ingår i Ljusnans huvudavrinningsområde. Sjön har en area på 0,177 kvadratkilometer och ligger 742,1 meter över havet.

## Delavrinningsområde
Grimstjärnen ingår i det delavrinningsområde (691104-136380) som SMHI kallar för Inloppet i Långsjötjärnen. Medelhöjden är 782 meter över havet och ytan är 2,42 kvadratkilometer. Räknas de 2 avrinningsområdena uppströms in blir den ackumulerade arean 7,16 kvadratkilometer. Vattendraget som avvattnar avrinningsområdet har biflödesordning 4, vilket innebär att vattnet flödar genom totalt 4 vattendrag innan det når havet efter 325 kilometer. Avrinningsområdet består mestadels av skog (55 procent), sankmarker (22 procent) och kalfjäll (16 procent). Avrinningsområdet har 0,18 kvadratkilometer vattenytor vilket ger det en sjöprocent på 7,4 procent.